# かまいガチ
『かまいガチ』は、2020年10月6日（5日深夜）からテレビ朝日で放送されているバラエティ番組。かまいたちの冠番組。

## 概要

### 番組立ち上げの背景と番組の歴史
テレビ朝日のディレクターである近藤正紀が、お笑いコンビ・かまいたちでいくつか書いた企画書のうち1つが通り、それが「100問100答 ピン様×キリ様」（2020年4月11日・18日放送、かまいたちの東京初MC番組）として放送された。そのスタジオ収録のトーク部分がとても面白かったが、VTR中心の番組であったことから編集でトーク部分をカットせざるを得なかった。そのときに「これだけで番組ができたら面白いだろうな」と思った近藤は、「かまいガチ」の企画書を書き、まずは特別番組として実現させた。
番組はまず2020年6月21日（20日深夜）、7月5日（4日深夜）の日曜未明（土曜深夜）においてレギュラー化を目指した特別番組として放送された。
その後、2020年10月に新設された深夜バラエティ番組枠「バラバラ大作戦」内での放送が決定し、レギュラー番組に昇格した。このレギュラー化は、同年9月8日放送回の『テレビ千鳥』（かまいたちが心配なんじゃ）内でサプライズ発表された。10月27日より動画配信プラットフォームTELASA限定配信番組『もっとかまいガチ』の配信開始。
2020年12月21日に開始した全14番組を対象にした企画「コカ・コーラ presents バラバラ大選挙」ではテレビ朝日社内スタッフからの得票数1位を獲得。2021年1月24日には見所をまとめた特別番組を放送。同年4月10日、「バラバラ大選挙」のグランプリ獲得記念特番『かまいガチ〜春の芸人にらめっこ祭り&ウルトラソウルショッピング〜』を放送。
2021年4月からは木曜『ネオバラエティ2』に放送枠昇格・時間拡大、2022年4月から現在までは新設されたテレビ朝日内の放送枠『スーパーバラバラ大作戦』の1番組として放送枠を昇格し放送されている。
2023年1月11日には初となるゴールデンタイムでの2時間スペシャル特番が決定。これ以降もM-1グランプリ2023の直後の放送など、不定期にゴールデンタイムでのスペシャルが放送されている。
レギュラー放送開始以降、2人の衣装はCIAOPANICが提供している。

## 出演者

### MC
- かまいたち
  - 山内健司
  - 濱家隆一

## 主な企画
ガチ名言!お悩み相談室
特番時代から放送。相談者として出演するゲストの悩みをかまいたちの2人が解決していく。コーナー名は回によってぶれが見られる。
ウルトラソウルショッピング
山内が濱家に連れていかれたお店で強制的に買い物をさせられる企画。B'zのヒット曲「ultra soul」のサビが流れている間に店内で欲しいものを決め、サビ終わりの「HEY!」の瞬間に指差した商品を山内が強制的に購入する。濱家が連れて行かれ購入する回などもある。
ガチで〇〇をシメよう
〇〇には芸人名が入る。かまいたちが勢いのある話題のお笑いコンビに対して「調子に乗っている」と一方的に因縁をつけ、お笑い対決を行う。偽番組の打ち合わせと称してターゲットとなるお笑いコンビを呼び出し、テレビ局入りする際や楽屋での打ち合わせ中に襲撃する。
この企画は「襲撃シリーズ」とも呼ばれ、お笑い芸人以外でもターゲットとなることがあり、Creepy Nutsとはラップ対決を行った。
オレの下積みメシ
芸能人が、お金もあまりない下積み時代に食べていた料理を再現し、その当時のエピソードを喋り、昔の思い出に浸りながらみんなで食べるというもの。出演者で涙を流すものもいる。
達成したら即帰宅するねん
難易度の高いスゴ技の再現に成功したら歓声などのリアクションもなく即帰宅する。成功した人以外の人もリアクションをするのを禁止されている。最後まで達成できなかった1人には暴露などの罰ゲーム。派生企画として、この企画の逆バージョンである「失敗したら即帰宅するねん」も放送されている。
濱家隆一お疲れ飯
山内とゲストが過酷なロケに出向き、その間濱家は山内たちのために考えた料理を作り、食べるというもの。
全日本コンコンダッシュ選手権
芸人の楽屋にノックした後、気付かれないように逃げ帰るというイタズラを競技化したもの。ノックし逃げる際に小道具などを置き、ターゲットの反応を楽しむというもの。
バレずに人を増やすねん
ターゲットがニセ企画の打ち合わせをしている間、挑戦者はその部屋の中に番組が用意したエキストラを入れていく。「人多くないですか？」などターゲットが人数の多さを指摘した時点で終了。その後ターゲットに企画説明し、それまでに何人を入れられたかを競う。
ガチリレークッキング
濱家ら芸人によるチーム濱家対有名飲食店のシェフチームや主婦芸能人チームなどとのチーム戦。テーマに沿った料理を制限時間内でリレー形式で完成させる。1人が料理に使える制限時間は山内と見届けゲストの抽選によって決定する。完成した料理を審査員がどちらのチームが作ったかを知らずに審査し、票数の多いチームが勝利となる。
ちょうど5kg太るねん
山内チームと濱家チームによるチーム戦。様々なグルメを食べてどちらが最終的にちょうど5kg太れるかを競い、プラスマイナス問わず5kgに近いチームの勝利。5kgぴったり太れた場合は、ピタリ賞として賞金10万円が贈呈される。負けチームは両チームの飲食代金を自腹で支払う。
制作の意図を読め 駆け引き王
山内とゲストが様々な有名ディレクターの制作の意図を読めるかに挑む。複数の選択肢のうち1つだけあるセーフのものを選ぶことができれば勝利。残りのハズレを選ぶと罰ゲームを受ける。
居酒屋のことは俺が一番わかってるねん
かまいたちとゲスト数名が様々な居酒屋を舞台にその居酒屋に関するクイズに挑戦する。居酒屋ごとに正解数を競い、最下位がその居酒屋の食事代を自腹で支払う。
でな、話はここからやねん
かまいたちやゲストが最初は楽しげなトークで一度話を落とし、「でな、話はここからやねん」という一言をキッカケに、前半の楽しげな部分も絡んだ怖い話をするというもの。最後に女性ゲストが面白い話から怖い話までの落差や怖い話のインパクト等を鑑み優勝者を決定する。

## 放送・配信リスト

### 特別番組
| 放送日   | 放送内容                                               | ゲスト                                                                               |
| -------- | ------------------------------------------------------ | ------------------------------------------------------------------------------------ |
| 06月20日 | 名言で解決 ガチお悩み相談                              | しゅんしゅんクリニックP、 三秋里歩、アインシュタイン VTR出演：野田洋次郎（RADWIMPS） |
| 07月04日 | この際だからガチで言わせろ!! 名言で解決 ガチお悩み相談 | 住田紗里（テレビ朝日アナウンサー）、寺川俊平（テレビ朝日アナウンサー、声の出演）     |

### レギュラー放送

#### 月曜深夜時代

##### 2020年
| 回 | 放送日   | 放送内容                                            | ゲスト                                                                              | 備考                                                          |
| -- | -------- | --------------------------------------------------- | ----------------------------------------------------------------------------------- | ------------------------------------------------------------- |
| 1  | 10月05日 | ガチでNG伝えときます!                               |                                                                                     |                                                               |
| 2  | 10月12日 | かまいガチマスクでガチ宣伝対決                      |                                                                                     |                                                               |
| 3  | 10月19日 | ガチ名言! お悩み相談室                              | 雑誌「Quick Japan」編集部3名                                                        | かまいたち特集号「Quick Japan vol.151」の追加取材が行われた。 |
| 4  | 10月26日 | ガチ名言! お悩み相談室                              | ハシヤスメ・アツコ（BiSH）、鬼越トマホーク、清水あいり 電話出演：中岡創一（ロッチ） |                                                               |
| 5  | 11月02日 | 番組が絶対に見たくなる5秒ジャンクションを撮影しよう |                                                                                     |                                                               |
| 6  | 11月09日 | 濱家ガチサプライズ誕生日会                          |                                                                                     |                                                               |
| 7  | 11月16日 | 濱家代打ガチオーディション                          |                                                                                     |                                                               |
| 8  | 11月23日 | 濱家が思う山内がガチで面白いのはここだ              | 小森ほたる                                                                          |                                                               |
| 9  | 11月30日 | ガチでMステに出たい                                 | Creepy Nuts、池田美優                                                               |                                                               |
| 10 | 12月07日 | ガチでMステに出たい                                 | Creepy Nuts                                                                         |                                                               |
| 11 | 12月14日 | ガチ名言! お悩み相談室                              | ニューヨーク、速戸ゆう                                                              |                                                               |
| 12 | 12月21日 | ガチ名言! お悩み相談室                              | 佐々木久美・加藤史帆（日向坂46）、おいでやす小田                                    |                                                               |

##### 2021年
| 回 | 放送日   | 放送内容                                              | ゲスト                                                                                              | ナレーション | 備考                 |
| -- | -------- | ----------------------------------------------------- | --------------------------------------------------------------------------------------------------- | ------------ | -------------------- |
| 13 | 01月11日 | 有馬記念 競馬100万円ガチ自腹レース                    | |              |                      |
| 14 | 01月18日 | 山内ガチサプライズ誕生日会                            | 福井俊太郎（GAG） VTR出演：新垣隆、新垣渚                                                           |              |                      |
| 15 | 01月25日 | 初の番組公式グッズを作ろう                            | |              |                      |
| 16 | 02月01日 | ガチでアインシュタインをシメよう                      | アインシュタイン                                                                                    |              |                      |
| 17 | 02月08日 | かまいたち初主演ガチドラマ「相方」 （脚本：渡辺雄介） | 樺澤マネージャー役：黒木華 プロデューサー役：安部賢一 司会者役：山本雪乃（テレビ朝日アナウンサー）  |              |                      |
| 18 | 02月15日 | 罰ゲームの正しいリアクションをガチで教えたい          | 小森ほたる                                                                                          |              |                      |
| 19 | 02月22日 | ガチドラマNG集 ガチ名言! お悩み相談室                 | K二郎                                                                                               |              |                      |
| 20 | 03月01日 | ガチで濱家のゲラを治したい                            | おいでやす小田、やす子                                                                              |              |                      |
| 21 | 03月08日 | ガチで観たくなるサムネイルを作ろう                    | 岡部大（ハナコ）、高橋茂雄（サバンナ） 三谷紬・田中萌・山本雪乃・住田紗里（テレビ朝日アナウンサー） |              |                      |
| 22 | 03月15日 | チャオパニックと距離を置こう                          | |              | 春の新衣装初披露     |
| 23 | 03月29日 | 24時台昇格記念 ガチで半年の軌跡を振り返ろう           | |              | 月曜26時台最後の放送 |

#### 木曜深夜時代

##### 2021年
| 回       | 放送日   | 放送内容                                                       | ゲスト | 備考                                          |                      |
| -------- | -------- | -------------------------------------------------------------- | --- | --------------------------------------------- | -------------------- |
| 24       | 04月01日 | ガチでニューヨークをシメよう                                   | ニューヨーク                                                                                                   | 三森すずこ                                    | 木曜24時台最初の放送 |
| 25       | 04月09日 | 見つめ合いは突然に…                                            | 斉藤慎二（ジャングルポケット）、関町知弘（ライス）、ケツ（ニッポンの社長）                                     | 徳井青空                                      |                      |
| 特番     | 04月10日 | 春の芸人にらめっこ祭り&ウルトラソウルショッピング              | マヂカルラブリー、アインシュタイン、蛙亭、ZAZY、瀬下豊（天竺鼠）、ハシヤスメ・アツコ（BiSH）、新作のハーモニカ | 井上麻里奈                                    |                      |
| 26       | 04月16日 | ガチにらめっこSPの裏側 ウルトラソウルショッピング              | マヂカルラブリー、アインシュタイン、蛙亭、ZAZY、瀬下豊（天竺鼠）、ハシヤスメ・アツコ（BiSH）、新作のハーモニカ | 竹達彩奈                                      |                      |
| 27       | 04月23日 | ガチ名言で解決! お悩み相談室                                   | 岡野陽一、ザ・マミィ、高梨瑞樹                                                                                 | 内田彩                                        |                      |
| 28       | 05月07日 | ガチで目をひく番組の公式スタンプを作ろう                       | | 飯田里穂                                      |                      |
| 29       | 05月14日 | ガチで椅子を作ろう                                             | ジャルジャル                                                                                                   | 愛美                                          |                      |
| 30       | 05月21日 | ガチ名言で解決! お悩み相談室                                   | 加藤史帆・渡邉美穂（日向坂46）、ザブングル加藤、ウエスP、デニス                                                | 南條愛乃                                      |                      |
| 31       | 06月04日 | ガチ実家カレーを食べよう                                       | 渡邉美穂 （日向坂46）、関町知弘（ライス）、植野行雄（デニス）                                                  | 伊藤美来                                      |                      |
| 32       | 06月11日 | 消えた山内を捕まえろ!                                          | 関町知弘（ライス）、福井俊太郎（GAG）                                                                          | 住田紗里（テレビ朝日アナウンサー） 関町知弘   |                      |
| 33       | 06月18日 | これならガチで一発でいけんねん                                 | ザブングル加藤、植野行雄（デニス）、ケツ（ニッポンの社長）                                                     | 黒沢ともよ                                    |                      |
| 34       | 07月02日 | 話し合いで決定 ガチオンエア会議 （芸人だけでO.A.を構成しよう） | クロスバー直撃、関町知弘（ライス）、錦鯉、羽富琉偉                                                             | Mamiko（chelmico）                            |                      |
| 35       | 07月09日 | ガチで早押し無双になろう                                       | | 逢田梨香子 駒見直音（テレビ朝日アナウンサー） |                      |
| TVer限定 | 07月26日 | TVer特別企画 ガチ船作り対決                                    | | 住田紗里（テレビ朝日アナウンサー）            |                      |
| 36       | 07月30日 | 1ヶ月後のテンションを上げろバックバク・トゥ・ザ・フューチャー  | 田渕章裕（インディアンス）、中野周平（蛙亭）、サーヤ（ラランド）                                               | 東山奈央                                      |                      |
| 37       | 08月06日 | 第1回 かまいガチ杯                                             | 関町知弘（ライス）、鈴木もぐら（空気階段）、和田まんじゅう（ネルソンズ）、インディアンス                       | 青木瑠璃子                                    |                      |
| 38       | 08月13日 | ガチでザブングル加藤の武器を作ろう                             | ザブングル加藤                                                                                                 | 前田佳織里                                    |                      |
| 39       | 09月03日 | ガチジェントルマン王決定戦                                     | 長谷川雅紀（錦鯉）、斉藤慎二（ジャングルポケット）、池田一真（しずる）、矢吹奈子（HKT48）                      | 楠田亜衣奈                                    |                      |
| 40       | 09月10日 | 芸人ラッパーとガチバトル                                       | 森本晋太郎（トンツカタン）、森田哲矢（さらば青春の光）、高木晋哉（ジョイマン）、久保田かずのぶ（とろサーモン） | 山本希望                                      |                      |
| 41       | 09月17日 | ガチオンエア会議                                               | 長谷川忍（シソンヌ）、ですよ。、宮下兼史鷹（宮下草薙）、大森莉緒・高橋みのり・白石真菜（ラストアイドル）       | 伊藤彩沙                                      |                      |
| 42       | 09月24日 | かまいガチマニアッククイズ王                                   | 愛美、樺澤まどか、K二郎、住田紗里（テレビ朝日アナウンサー）                                                    | 相羽あいな                                    |                      |
| 43       | 10月08日 | オレの下積みメシ                                               | 長谷川雅紀（錦鯉）、瀬下豊（天竺鼠）                                                                           | 安野希世乃                                    |                      |
| 44       | 10月15日 | ガチ妄想 理想の女性を振りたいねん!                             | 藤井流星（ジャニーズWEST）、都築拓紀（四千頭身）、長谷川雅紀（錦鯉）、弘中綾香（テレビ朝日アナウンサー）       | 田所あずさ                                    |                      |
| 45       | 10月22日 | 朝の情報番組の顔・濱家がギリまで寝られる場所を探そう!          | 松下宣夫（デニス）、関町知弘（ライス）                                                                         | 花守ゆみり                                    |                      |
| 46       | 11月05日 | ちゃうねん王決定戦                                             | 森田哲矢（さらば青春の光）、山名文和（アキナ）、真島なおみ、水湊みお、野田桃加                                 | 小倉唯                                        |                      |
| 47       | 11月12日 | ガチで実家を感じよう                                           | 井口浩之（ウエストランド）、植野行雄（デニス）、和田まんじゅう（ネルソンズ）                                   | 桑原由気                                      |                      |
| 48       | 11月19日 | ピッタリ王決定戦                                               | 都築拓紀（四千頭身）、おいでやす小田、中野周平（蛙亭）                                                         | 大橋彩香                                      |                      |
| 49       | 12月03日 | 芸人ガチ掘りクイズ                                             | 加藤史帆（日向坂46）、三谷紬（テレビ朝日アナウンサー）                                                         | 高橋李依                                      |                      |
| 50       | 12月10日 | ガチで実家を感じよう                                           | 福田麻貴（3時のヒロイン）、斉藤慎二（ジャングルポケット）、田渕章裕（インディアンス）                          | 楠木ともり                                    |                      |
| 51       | 12月17日 | 最近グイグイ来ている若手をシメよう                             | 蛙亭、オズワルド、インディアンス、クロスバー直撃                                                               | 古賀葵                                        |                      |
| 特番     | 12月18日 | オレの下積みメシ                                               | 高岡早紀、目黒蓮（Snow Man）、髙橋ひかる、オズワルド、ヒコロヒー、ケンドーコバヤシ、瀬下豊（天竺鼠）           | 内田真礼                                      |                      |

##### 2022年
| 回 | 放送日   | 放送内容                                                                     | ゲスト | ナレーション                       | 備考                                                  |
| -- | -------- | ---------------------------------------------------------------------------- | --- | ---------------------------------- | ----------------------------------------------------- |
| 52 | 01月07日 | 第3回ガチ実家王                                                              | 春日俊彰（オードリー）、津田篤宏（ダイアン）、屋敷裕政（ニューヨーク）、中岡創一（ロッチ）、加藤史帆・佐々木久美（日向坂46） | 小松未可子                         |                                                       |
| 53 | 01月14日 | 第3回ガチ実家王                                                              | 春日俊彰（オードリー）、津田篤宏（ダイアン）、屋敷裕政（ニューヨーク）、中岡創一（ロッチ）、加藤史帆・佐々木久美（日向坂46） | 小松未可子                         |                                                       |
| 54 | 01月21日 | 濱家 anan掲載までの2カ月間                                                   | おいでやす小田、中野周平（蛙亭）、都築拓紀（四千頭身）、オズワルド                                                           | 富田美憂                           |                                                       |
| 55 | 02月04日 | 今こそROSIERを最高に歌い上げんねん!!                                         | 高木晋哉（ジョイマン）、トム・ブラウン、真矢（LUNA SEA）                                                                     | 工藤晴香                           |                                                       |
| 56 | 02月11日 | ガチで絵心無双になろう                                                       | アンミカ、月城まゆ | 紡木吏佐                           |                                                       |
| 57 | 02月18日 | 濱家美ボディ企画未公開&ライス関町&佐々木久美が選ぶ流さないのはもったいないSP | 佐々木久美（日向坂46）、関町知弘（ライス）                                                                                   | 三上枝織                           | かまいたちはスタジオ出演せず、VTRのみの出演となった。 |
| 58 | 03月04日 | かまいガチを彩った名曲BEST5                                                  | ハシヤスメ・アツコ（BiSH）、瀬下豊（天竺鼠）、ザブングル加藤、長谷川雅紀（錦鯉）、関町知弘（ライス）、福井俊太郎（GAG）      | 村川梨衣                           | かまいたちはスタジオ出演せず、VTRのみの出演となった。 |
| 59 | 03月11日 | ちょうどいいヤジを飛ばせ ヤジ王                                              | とにかく明るい安村、ユースケ（ダイアン）、和田まんじゅう（ネルソンズ）                                                       | 本渡楓                             |                                                       |
| 60 | 03月18日 | ガチで泣き納めしよう                                                         | 津田篤宏（ダイアン）、インディアンス、TAIGA                                                                                  | 田中萌（テレビ朝日アナウンサー）   |                                                       |
| 61 | 03月25日 | かまいたち主演ガチドラマ「山内最高」 （脚本：渡辺雄介）                      | 倉貫匡弘、関口あきら、中西柚貴                                                                                               | 住田紗里（テレビ朝日アナウンサー） | 木曜24時台最後の放送                                  |

#### 水曜深夜時代

##### 2022年
| 回 | 放送日   | 放送内容                                                            | ゲスト | ナレーション                                                            | 備考                 |
| -- | -------- | ------------------------------------------------------------------- | --- | ----------------------------------------------------------------------- | -------------------- |
| 62 | 04月06日 | 見取り図をシメよう! わざわざ大阪に始発の新幹線で乗り込んだんねんSP  | 見取り図、男性ブランコ、ロングコートダディ | 角倉英里子                                                              | 水曜23時台最初の放送 |
| 63 | 04月13日 | 濱家始球式の1カ月間に密着! ラストで山内が衝撃の…!                   | 古田敦也、高岸宏行（ティモンディ） | 角倉英里子                                                              |                      |
| 64 | 04月20日 | 第3回ガチオンエア会議                                               | 爆笑問題 | 角倉英里子                                                              |                      |
| 65 | 04月27日 | ウルトラソウルショッピング第5弾! 濱家が家族のために走る!            | | 角倉英里子                                                              |                      |
| 66 | 05月04日 | 山内の息子が濱家の娘に…! 過去10年間のケータイ写真でトークバトル     | おいでやす小田、橋本直（銀シャリ）、植野行雄（デニス）、関町知弘（ライス）                                                                                 | 首藤志奈                                                                |                      |
| 67 | 05月11日 | 俺、芸人やめるわ…美女軍団とのマッチング企画で濱家が思わず叫ぶ!!     | 清水あいり、高梨瑞樹、月城まゆ、葉月あや、堀江聖夏、堀口紗奈、りの                                                                                         | 首藤志奈                                                                |                      |
| 68 | 05月18日 | かまいたちの同期集合! 大阪で大忙しのアキナ山名の魅力を伝えよう!!    | アキナ、トキ（藤崎マーケット） | 首藤志奈                                                                |                      |
| 69 | 05月25日 | 1品5万円超え? 高級料理をワリカン! ただし…食べられるのは1人だけ      | 矢吹奈子（HKT48）、和田まんじゅう（ネルソンズ） | 首藤志奈                                                                |                      |
| 70 | 06月01日 | 山内が22年ぶりの㊙︎姿に興奮! 1時間後ちょっと変わって集合な!          | 峯岸みなみ、小林歌穂（私立恵比寿中学）、菅良太郎（パンサー）、屋敷裕政（ニューヨーク）                                                                     | 田中美海                                                                |                      |
| 71 | 06月08日 | 芸能人が実家で食べていたご馳走を母のレシピで完全再現! 実家一品王!   | 村上佳菜子、津田篤宏（ダイアン）、和田まんじゅう（ネルソンズ）                                                                                             | 田中美海                                                                |                      |
| 72 | 06月15日 | 結婚式で感動の大号泣…山内がハモリで名曲熱唱! まさかのラスト…        | | 田中美海                                                                |                      |
| 73 | 06月22日 | 人気芸人の本性を暴け!! コンコンダッシュ選手権に日向坂46佐々木参戦!! | 佐々木久美（日向坂46）、みちお（トム・ブラウン）、芝大輔（モグライダー）、長谷川雅紀（錦鯉）、ザブングル加藤                                               | 田中美海                                                                | [ 注 4 ]             |
| 74 | 07月06日 | 全員で麻婆豆腐を作れ!! 新企画ルーレット料理対決                     | サーヤ（ラランド）、井口浩之（ウエストランド）、みちょぱ（池田美優）、中岡創一（ロッチ）                                                                   | 天海由梨奈                                                              |                      |
| 75 | 07月13日 | 人気芸人を隠し撮り! 第2回かまいガチダービー! モグライダーの本性…    | 藤本敏史（FUJIWARA）、ヒコロヒー、モグライダー、コロコロチキチキペッパーズ、男性ブランコ                                                                   | 天海由梨奈                                                              |                      |
| 76 | 07月20日 | 理想のコメント引き出し王! ファッションバトルでAKB本田仁美VS河合郁人 | 平子祐希（アルコ&ピース）、河合郁人（A.B.C-Z）、本田仁美（AKB48）                                                                                          | 天海由梨奈                                                              |                      |
| 77 | 07月27日 | オレの下積みメシ                                                    | 飯尾和樹（ずん）、新井恵理那、長谷川忍（シソンヌ） | 天海由梨奈                                                              |                      |
| 78 | 08月03日 | 二宮和也がまさかの企画放棄…!? 総額10万円超の高級料理ワリカン勝負!   | 二宮和也、こがけん | 松田颯水                                                                |                      |
| 79 | 08月10日 | こんなことしてましたSP                                              | 二宮和也、平子祐希（アルコ&ピース）、河合郁人（A.B.C-Z）、本田仁美（AKB48）、 飯尾和樹（ずん）、長谷川忍（シソンヌ）、新井恵理那、高岸宏行（ティモンディ） | 松田颯水                                                                | [ 注 5 ]             |
| 80 | 08月17日 | アンガ田中が彼女のためにウルトラソウルショッピング!                 | 鬼越トマホーク、酒井健太（アルコ&ピース）、田中卓志（アンガールズ）                                                                                        | 松田颯水                                                                |                      |
| 81 | 08月24日 | 今夜LUNA SEAコラボのチャレンジ企画第4弾を発表!! 半年ぶりの再集結!!  | 高木晋哉（ジョイマン）、トム・ブラウン、真矢（LUNA SEA）                                                                                                   | 松田颯水                                                                |                      |
| 82 | 08月31日 | LUNA SEA日本武道館ライブでGACHI SEAが生演奏!! 裏側も含む完全版      | LUNA SEA、トム・ブラウン、高木晋哉（ジョイマン） | 松田颯水                                                                |                      |
| 83 | 09月07日 | リレーで酢豚を完成させろ!! ルーレット料理対決                       | フワちゃん、みなみかわ、みちょぱ（池田美優）、藤本敏史（FUJIWARA）                                                                                         | 山崎はるか                                                              |                      |
| 84 | 09月21日 | 学生の頃を思い出してゲームバトル                                    | 野田クリスタル（マヂカルラブリー）、関町知弘（ライス） | 山崎はるか                                                              |                      |
| 85 | 09月28日 | 永野芽郁が参戦!! 高級料理をかけたワリカン対決で笑いすぎて涙…        | 永野芽郁 | 山崎はるか                                                              |                      |
| 86 | 10月05日 | 母親のレシピをもとに実家のごはんを再現!! 女子アナを育てた一品は?    | ユースケ（ダイアン）、ZAZY、久代萌美 | 並木万里菜（テレビ朝日アナウンサー）                                    |                      |
| 87 | 10月12日 | 入金中 バレずにお小遣いを渡せ!! 和田まんじゅうに[秘]ドッキリ!!      | ネルソンズ | 三上大樹（テレビ朝日アナウンサー） 並木万里菜（テレビ朝日アナウンサー） |                      |
| 88 | 10月19日 | 山内の父が島根県から緊急参戦!! 調子に乗ってる息子をゴルフでしばく!! | 山内恭、ダリちゅーる | 並木万里菜（テレビ朝日アナウンサー）                                    |                      |
| 89 | 10月26日 | 苦労時代の味を再現!! オレの下積み飯                                 | おいでやす小田、大橋和也（なにわ男子） | 林美桜（テレビ朝日アナウンサー）                                        |                      |
| 90 | 11月02日 | なにわ大橋 ノブコブ吉村 オズワルド伊藤…芸能人の特技でガチバトル     | 大橋和也（なにわ男子）、吉村崇（平成ノブシコブシ）、伊藤俊介（オズワルド）、田渕章裕（インディアンス）                                                     | 並木万里菜（テレビ朝日アナウンサー）                                    |                      |
| 91 | 11月09日 | ガチワリカン飯に佐藤栞里が参戦 松茸に寿司…旬の料理をかけて対決!!    | 佐藤栞里 | 矢島悠子（テレビ朝日アナウンサー）                                      | 23:20 - 23:50に放送  |
| 92 | 11月16日 | 実家の料理を再現!! オズ伊藤が涙…Snow Man宮舘&HKT48矢吹も参戦!!      | 宮舘涼太（Snow Man）、矢吹奈子（HKT48）、伊藤俊介（オズワルド）                                                                                            | 矢島悠子（テレビ朝日アナウンサー） 住田紗里（テレビ朝日アナウンサー）   | 23:20 - 23:50に放送  |
| 93 | 11月23日 | INI西vs貴島明日香!! 理想のコメント引き出し王でファッションバトル    | 西洸人（INI）、貴島明日香、斉藤慎二（ジャングルポケット）                                                                                                  | 矢島悠子（テレビ朝日アナウンサー）                                      | 23:20 - 23:50に放送  |
| 94 | 11月30日 | 第2回コンコンダッシュ選手権で和田まん崩壊…加藤史帆&やす子&野田      | 加藤史帆（日向坂46）、和田まんじゅう（ネルソンズ）、田渕章裕（インディアンス）、野田クリスタル（マヂカルラブリー）、やす子                                 | 矢島悠子（テレビ朝日アナウンサー）                                      | 23:20 - 23:50に放送  |
| 95 | 12月07日 | バレずになりきれ店員中!! 山内&小田&飯尾が女性芸能人の[秘]ロケに潜入 | 飯尾和樹（ずん）、おいでやす小田、富田鈴花（日向坂46）、山口陽世（日向坂46）、橋本梨菜、村上佳菜子                                                         | 斎藤康貴（テレビ朝日アナウンサー） 林美桜（テレビ朝日アナウンサー）     | 23:20 - 23:50に放送  |
| 96 | 12月14日 | 2022年ノってる若手をシメよう!! コットン&渋谷凪咲…あの大物も!!       | コットン、エルフ、渋谷凪咲（NMB48）、FUJIWARA | 矢島悠子（テレビ朝日アナウンサー）                                      | 23:20 - 23:50に放送  |
| 97 | 12月21日 | 全員でクラムチャウダーを作れ!! リレー料理対決 新婚弘中VS料理王濱家  | 弘中綾香（テレビ朝日アナウンサー）、森田哲矢（さらば青春の光）、ヒコロヒー、児嶋一哉（アンジャッシュ）、林裕人                                             | 矢島悠子（テレビ朝日アナウンサー）                                      |                      |

##### 2023年
| 回  | 放送日   | 放送内容                                                             | ゲスト | ナレーション                                                          | 備考                    |
| --- | -------- | -------------------------------------------------------------------- | --- | --------------------------------------------------------------------- | ----------------------- |
| SP  | 01月11日 | 梅沢富美男&濱家&アンミカが極貧時代の節約アイデア料理披露             | 梅沢富美男、アンミカ、橋本直（銀シャリ）、水田信二（和牛）、みちょぱ、栗山千明、佐久間大介（Snow Man）                                                                       | 水瀬いのり                                                            | ゴールデン2時間SP       |
| 98  | 01月11日 | リレー料理対決 新婚の弘中参戦&石原良純と山内のケンカ勃発で大惨事     | 石原良純、藤本美貴、高岸宏行（ティモンディ）、弘中綾香（テレビ朝日アナウンサー）                                                                                             | 矢島悠子（テレビ朝日アナウンサー）                                    |                         |
| 99  | 01月18日 | 仕事終えたら即帰宅するねん!! …まさかのかまいたち退場でコットン絶望   | コットン、みなみかわ、みちお（トム・ブラウン） | 矢島悠子（テレビ朝日アナウンサー）                                    |                         |
| 100 | 01月25日 | おまんじゅうちゃんVS和田まんじゅう…芸能界にまんじゅうは一人でいい    | ネルソンズ | 林美桜（テレビ朝日アナウンサー）                                      |                         |
| 101 | 02月01日 | 電話で急にお題を振ってミッションを達成せよ! 芸人の底力で奇跡連発!    | ハリウッドザコシショウ、関町知弘（ライス）、長谷川忍（シソンヌ）、平井まさあき（男性ブランコ）                                                                               | 矢島悠子（テレビ朝日アナウンサー）                                    |                         |
| 102 | 02月08日 | 地元で最強の友達がゲーム対決「第2回俺のツレ王」ウエストランド参戦    | 野田クリスタル（マヂカルラブリー）、ウエストランド | 林美桜（テレビ朝日アナウンサー）                                      |                         |
| 103 | 02月15日 | 濱家15年ぶりに親友との再会で涙…Mステ目指してまさかのデビュー!!       | | 矢島悠子（テレビ朝日アナウンサー）                                    |                         |
| 104 | 02月22日 | 大好評! 達成したら即帰宅第2弾! 濱家が伝説的ドラマのあの技をキメる    | 藤本敏史（FUJIWARA）、おいでやす小田、口笛なるお（わらふぢなるお）、和田まんじゅう（ネルソンズ）                                                                             | 矢島悠子（テレビ朝日アナウンサー）                                    |                         |
| 105 | 03月01日 | 濱家がサーカスの本番で空中ブランコに挑戦!! 衝撃の結末&コウメ山内     | | 矢島悠子（テレビ朝日アナウンサー）                                    |                         |
| 106 | 03月08日 | アンミカ参戦! 第2回テレビ電話で即興にらめっこ! 大問題作が誕生…       | 田渕章裕（インディアンス）、フワちゃん、芝大輔（モグライダー）、アンミカ、布川ひろき（トム・ブラウン）                                                                       | 矢島悠子（テレビ朝日アナウンサー）                                    |                         |
| 107 | 03月15日 | 濱家がドS指導!! 山内を芸能界最強の審査員王にすべく様々な試練を用意   | | 矢島悠子（テレビ朝日アナウンサー）                                    |                         |
| 108 | 03月22日 | 愛あるヤジを飛ばせ!! 第2回ヤジ王 さや香新山&囲碁将棋根建が覚醒!!     | 板倉俊之（インパルス）、長谷川忍（シソンヌ）、新山（さや香）、はる（エルフ）、根建太一（囲碁将棋）                                                                           | 矢島悠子（テレビ朝日アナウンサー）                                    |                         |
| 109 | 03月29日 | 濱家VS山内ガチ対決 番組愛があるのはどっちだ!? かまいガチクイズ王★    | | 矢島悠子（テレビ朝日アナウンサー）                                    |                         |
| 110 | 04月05日 | こんな浜崎あゆみ…見たことない…あゆの25周年を友達の山内が祝う!!       | 浜崎あゆみ、田渕章裕（インディアンス）、紅しょうが | 矢島悠子（テレビ朝日アナウンサー）                                    | 23:21 - 23:51より放送   |
| 111 | 04月12日 | 浜崎あゆみ25周年パーティー後半戦!! 見つめ合いゲーム&衝撃のラスト     | 浜崎あゆみ、田渕章裕（インディアンス）、紅しょうが | 矢島悠子（テレビ朝日アナウンサー）                                    |                         |
| 112 | 04月19日 | 小芝風花&見取り図が全速力で走る!! 第3回コンコンダッシュ選手権!!      | 小芝風花、見取り図、おいでやす小田、アタック西本（ジェラードン） | 矢島悠子（テレビ朝日アナウンサー） 角澤照治（テレビ朝日アナウンサー） |                         |
| 113 | 04月26日 | バレずに後輩芸人に現金10万円渡せ!! 第2回入金中 山内ミラクル連発      | 兎（ロングコートダディ）、紅しょうが | 矢島悠子（テレビ朝日アナウンサー） 斎藤康貴（テレビ朝日アナウンサー） |                         |
| 114 | 05月03日 | 山内がnobodyknows+に電撃加入!! 1人ぐらいまじっても絶対バレへんねん!! | nobodyknows+、錦鯉、みなみかわ、トム・ブラウン | 矢島悠子（テレビ朝日アナウンサー）                                    |                         |
| 115 | 05月10日 | ファッションコメント引き出し王になにわ大西&みちょぱ参戦!! 山内覚醒   | 河井ゆずる（アインシュタイン）、みちょぱ、大西流星（なにわ男子） | 矢島悠子（テレビ朝日アナウンサー）                                    |                         |
| 116 | 05月17日 | 実家の母の手料理を再現 WBC源田の妻・衛藤&錦鯉長谷川が号泣            | 長谷川雅紀（錦鯉）、衛藤美彩、新山（さや香） | 矢島悠子（テレビ朝日アナウンサー）                                    |                         |
| 117 | 05月24日 | 母が選んだ服でファッション対決!! 山内母のコーデに横山由依の腹筋崩壊  | みなみかわ、井口浩之（ウエストランド）、横山由依 | 矢島悠子（テレビ朝日アナウンサー）                                    |                         |
| SP  | 05月30日 | ギャル曽根&純烈酒井が苦労時代の節約アイデア料理を披露!!              | 酒井一圭（純烈）、バカリズム、ギャル曽根、おいでやす小田、村上佳菜子、磯村勇斗、尾崎匠海（INI）                                                                              | 竹達彩奈                                                              | ゴールデンSP            |
| 118 | 05月31日 | 濱家が野外フェスで熱唱 山内&ジェネレーションズ奇跡のコラボ全貌!!     | 関口メンディー（GENERATIONS）、佐野玲於（GENERATIONS）、中務裕太（GENERATIONS）、白濱亜嵐（GENERATIONS）                                                                     | 矢島悠子（テレビ朝日アナウンサー）                                    |                         |
| 119 | 06月07日 | 濱家が寿司職人に…憧れの[秘]大物も登場!! 山内が相方の夢を叶える◎      | 関町知弘（ライス）、KAƵMA（しずる）、中澤本鮪（かたつむり） | 矢島悠子（テレビ朝日アナウンサー）                                    |                         |
| 120 | 06月14日 | 第3回達成したら即帰宅にジェシー参戦!! 奇跡連発でまさかの人が残る!?   | 根建太一（囲碁将棋）、インディアンス、ジェシー（SixTONES） | 矢島悠子（テレビ朝日アナウンサー）                                    |                         |
| 121 | 06月21日 | 大好評!! コンコンダッシュ選手権に齊藤京子参戦…史上初ドッキリバレ!?   | みなみかわ、伊藤俊介（オズワルド）、高野正成（きしたかの）、齊藤京子（日向坂46）                                                                                             | 矢島悠子（テレビ朝日アナウンサー）                                    |                         |
| 122 | 06月28日 | 芸能人のSNSでクイズバトル!! 誰のアカウント!? 濱家&柏木由紀が暴言!?   | 藤本敏史（FUJIWARA）、山添寛（相席スタート）、柏木由紀（AKB48） | 三上大樹（テレビ朝日アナウンサー） 矢島悠子（テレビ朝日アナウンサー） |                         |
| 123 | 07月05日 | 濱家&山内カラオケ熱唱!! 名曲でお悩みを吹き飛ばせ♪心にしみる選曲王    | 稲田直樹（アインシュタイン）、ヒコロヒー、峯岸みなみ | 矢島悠子（テレビ朝日アナウンサー）                                    |                         |
| 124 | 07月12日 | 濱家が手料理を披露!! 水族館ロケから帰ってきた山内に振る舞うお疲れ飯  | 和田まんじゅう（ネルソンズ） | 矢島悠子（テレビ朝日アナウンサー）                                    |                         |
| 125 | 07月26日 | 第4回達成したら即帰宅にメンディー&中務参戦!! 史上最難関に絶叫…       | 関町知弘（ライス）、みなみかわ、関口メンディー（GENERATIONS）、中務裕太（GENERATIONS）                                                                                       | 矢島悠子（テレビ朝日アナウンサー）                                    |                         |
| 126 | 08月02日 | 濱家軍VS一流シェフの料理対決!! 和洋中のプロと白熱のリレークッキング  | 水田信二（和牛）、こがけん、後藤祐輔（フレンチシェフ）、澤田州平（中華シェフ）、竹村竜二（和食シェフ）                                                                       | 矢島悠子（テレビ朝日アナウンサー）                                    |                         |
| 127 | 08月16日 | かまいたち同期愛!! あの解散芸人が大谷翔平で復活!?                    | 関町知弘（ライス）、中村ひでゆき | 矢島悠子（テレビ朝日アナウンサー）                                    | [ 注 5 ]                |
| 128 | 08月23日 | 新企画「バレずに人を増やすねん」かまいたち&屋敷VS和田まん&熊プロ     | 屋敷裕政（ニューヨーク）、和田まんじゅう（ネルソンズ）、紅しょうが、ノッコン寺田                                                                                             | 矢島悠子（テレビ朝日アナウンサー）                                    | [ 注 5 ]                |
| 129 | 08月30日 | 3人でちょうど2キロ痩せんねん!! A.B.C-Z河合と濱家が熱唱&[秘]ダンス    | 河合郁人（A.B.C-Z）、藤本敏史（FUJIWARA）、和田まんじゅう（ネルソンズ）、井口浩之（ウエストランド）                                                                          | 住田紗里（テレビ朝日アナウンサー）                                    |                         |
| 130 | 09月06日 | 濱家軍VS主婦軍のリレー料理対決!! 新婚弘中&元料理人和牛水田が大活躍   | 水田信二（和牛）、こがけん、野々村友紀子、藤本美貴、弘中綾香（テレビ朝日アナウンサー）                                                                                       | 鈴木新彩（テレビ朝日アナウンサー）                                    |                         |
| 131 | 09月13日 | カラオケ選曲王で芸人が号泣…濱家&元BiSHハシヤスメ&山内が熱唱!         | ハシヤスメ・アツコ、森田哲矢（さらば青春の光）、斎藤司（トレンディエンジェル）                                                                                               | 矢島悠子（テレビ朝日アナウンサー）                                    |                         |
| 132 | 09月20日 | かまいたちの超若手時代の映像から出題!「クイズ! あの頃の俺たち」      | FUJIWARA、ニューヨーク、峯岸みなみ | 矢島悠子（テレビ朝日アナウンサー）                                    |                         |
| 133 | 09月27日 | 中村倫也が参戦でまさかの事態…第5回達成したら即帰宅すんねん!          | 中村倫也、芝大輔（モグライダー）、稲田直樹（アインシュタイン）、井口浩之（ウエストランド）                                                                                   | 矢島悠子（テレビ朝日アナウンサー）                                    |                         |
| 134 | 10月04日 | 濱家の手料理! 過酷ロケから帰った山内に振る舞う「お疲れ飯」第2弾      | 田渕章裕（インディアンス） | 矢島悠子（テレビ朝日アナウンサー）                                    |                         |
| 135 | 10月11日 | 広瀬すず&SixTONES松村&アイナ参戦! 第6回達成したら即帰宅で波乱        | アイナ・ジ・エンド、広瀬すず、松村北斗（SixTONES）、長谷川雅紀（錦鯉） | 矢島悠子（テレビ朝日アナウンサー）                                    |                         |
| 136 | 10月18日 | 2年ぶり開催!! ちゃうねん王決定戦 櫻坂にドッキリ&山内全力ビンタ!?     | 新山（さや香）、中岡創一（ロッチ）、大園玲（櫻坂46）、米村姫良々（OCHA NORMA）、石栗奏美（OCHA NORMA）、まるぴ                                                               | 矢島悠子（テレビ朝日アナウンサー）                                    | 23:30 - 翌24:00より放送 |
| 137 | 10月25日 | 山内が本気激怒…!! 芸人界No.1のナメられ野郎を決める大会を開催!!       | みちょぱ、関太（タイムマシーン3号）、高岸宏行（ティモンディ）、ですよ。 | 矢島悠子（テレビ朝日アナウンサー）                                    | 23:30 - 翌24:00より放送 |
| 138 | 11月01日 | 鬼龍院翔&堂真理子!! かまいたちと同じ2004年デビュー組で中華街旅       | みなみかわ、鬼龍院翔（ゴールデンボンバー）、堂真理子（テレビ朝日アナウンサー）                                                                                               | 矢島悠子（テレビ朝日アナウンサー）                                    |                         |
| 139 | 11月08日 | 人気企画「若手をしめよう2023!!」のはずがとんでもない事態に…          | 山添寛（相席スタート）、ネルソンズ、ナイチンゲールダンス | 矢島悠子（テレビ朝日アナウンサー）                                    |                         |
| 140 | 11月15日 | 濱家軍VS和洋中の超一流シェフがリレー料理対決…まさかの結末            | 水田信二（和牛）、こがけん、後藤祐輔（フレンチシェフ）、澤田州平（中華シェフ）、竹村竜二（和食シェフ）、みちょぱ、堀夏喜（FANTASTICS）                                       | 矢島悠子（テレビ朝日アナウンサー）                                    | 1時間SP                 |
| 141 | 11月29日 | 山内大奮闘! 憧れの女性に会いたい!! 新企画「5択で会いましょう!」      | noa、拳王、あぁ〜しらき、野呂佳代、アイアム野田（鬼ヶ島） | 矢島悠子（テレビ朝日アナウンサー）                                    |                         |
| 142 | 12月06日 | 大好評!! バレずに人を増やすねん かまいたち&小田 VS ZAZY&蛙亭         | おいでやす小田、ZAZY、蛙亭 | 矢島悠子（テレビ朝日アナウンサー）                                    |                         |
| 143 | 12月13日 | 濱家は憧れの松坂大輔に会えるのか!? 夢を叶えろ「5択で会いましょう」   | 松坂大輔、内藤大助、毛利大亮（ギャロップ）、あぁ〜しらき | 矢島悠子（テレビ朝日アナウンサー）                                    |                         |
| 144 | 12月20日 | 大好評!! ガチリレー料理対決 濱家軍VSみきママ率いる料理研究家チーム   | 水田信二（和牛）、こがけん、みきママ、ベリッシモ・フランチェスコ、松本ゆうみ                                                                                                 | 矢島悠子（テレビ朝日アナウンサー）                                    |                         |
| SP  | 12月24日 | 負けたら引退!! 一流シェフVS芸人のリレー料理対決! 聖夜の頂上決戦      | こがけん、水田信二（和牛）、後藤祐輔（フレンチシェフ）、澤田州平（中華シェフ）、竹村竜二（和食シェフ）、飯尾和樹（ずん）、白石麻衣、みちょぱ、佐々木久美（日向坂46）、彦摩呂 | 矢島悠子（テレビ朝日アナウンサー）                                    | 1時間SP                 |

##### 2024年
| 回  | 放送日   | 放送内容                                                               | ゲスト | ナレーション                                      | 備考                   |
| --- | -------- | ---------------------------------------------------------------------- | --- | ------------------------------------------------- | ---------------------- |
| 145 | 01月10日 | 浜崎あゆみ&広瀬すず&中村倫也…実はこんな人出てくれてましたSP!!          | 浜崎あゆみ、松坂大輔、中村倫也、芝大輔（モグライダー）、稲田直樹（アインシュタイン）、井口浩之（ウエストランド）、広瀬すず、アイナ・ジ・エンド、松村北斗、中務裕太（GENERATIONS）、関口メンディー（GENERATIONS）、鬼龍院翔（ゴールデンボンバー）、みなみかわ、nobodyknows+、小芝風花、伊藤俊介（オズワルド）、ケツ（ニッポンの社長）、齊藤京子（日向坂46） | 矢島悠子（テレビ朝日アナウンサー）                |                        |
| 146 | 01月17日 | 濱家発案の[秘]企画で津田&平子笑い止まらず…!! 第4回ガチオンエア会議     | 津田篤宏（ダイアン）、平子祐希（アルコ&ピース） | 矢島悠子（テレビ朝日アナウンサー）                |                        |
| 147 | 01月24日 | 濱家の夢! バッティングセンターのホームランに当てろ!!                   | | 矢島悠子（テレビ朝日アナウンサー）                |                        |
| 148 | 01月31日 | 大好評!! バレずに人を増やすねん オカダ・カズチカ&ぱーてぃーちゃん      | みなみかわ、オカダ・カズチカ、口笛なるお（わらふぢなるお）、信子（ぱーてぃーちゃん）、金子きょんちぃ（ぱーてぃーちゃん） | 矢島悠子（テレビ朝日アナウンサー）                |                        |
| 149 | 02月07日 | まさかの奇跡…ご本人登場を撮りたいねん!! 山内が赤面…一体何が!?          | みなみかわ、関町知弘（ライス） | 矢島悠子（テレビ朝日アナウンサー）                |                        |
| 150 | 02月14日 | 失敗したら強制即帰宅! 大阪の大人気テーマパークで白熱勝負!!             | 高山一実、田渕章裕（インディアンス）、アタック西本（ジェラードン）、池田直人（レインボー） | 矢島悠子（テレビ朝日アナウンサー）                |                        |
| 151 | 02月21日 | 大阪の街を歩きながら思い出トーク! 新企画「それがここやねん!」          | 見取り図、山名文和（アキナ） | 矢島悠子（テレビ朝日アナウンサー）                |                        |
| 152 | 02月28日 | 「3人でちょうど5キロ太るねん!」安村の奇策でまさかの結果に!?            | とにかく明るい安村、新山（さや香）、みなみかわ、田渕章裕（インディアンス） | 矢島悠子（テレビ朝日アナウンサー）                |                        |
| 153 | 03月06日 | 芸人VSディレクター 新企画「制作の意図を読み切れ! 駆け引き王」          | クロちゃん（安田大サーカス）、屋敷裕政（ニューヨーク） | 田中萌（テレビ朝日アナウンサー）                  | 23:25 - 23:55より放送  |
| 154 | 03月13日 | 濱家に遠隔操作された芸人を当てろ!「クイズ濱家はどこ?」                 | みなみかわ | 住田紗里（テレビ朝日アナウンサー）                | 23:25 - 23:55より放送  |
| 155 | 03月20日 | FANTASTICS佐藤のセンスは? 第4回「ファッションワード引き出し王」        | 佐藤大樹（FANTASTICS）、渡邉美穂、池田直人（レインボー） | 田中萌（テレビ朝日アナウンサー）                  |                        |
| 156 | 03月27日 | 芸人の腕を競う新企画「ロケバスで笑かすやつがガチでおもしろいねん」     | 青山フォール勝ち（ネルソンズ）、山添寛（相席スタート）、関太（タイムマシーン3号）、田渕章裕（インディアンス）、堀未央奈、松本かれん（FRUITS ZIPPER）、仲川瑠夏（FRUITS ZIPPER） | 矢島悠子（テレビ朝日アナウンサー）                | 23:35 - 翌0:05より放送 |
| 157 | 04月03日 | ME:I 地上波バラエティ初登場!「即帰宅」でとんでもない結末に             | 笠原桃奈（ME:I）、海老原鼓（ME:I）、清水恵子（ME:I）、石井蘭（ME:I） | 矢島悠子（テレビ朝日アナウンサー）                | 23:21 - 23:51より放送  |
| 158 | 04月10日 | 「ボウリングの超難関スプリットを倒したいねん!」ラストで仲間割れ!?      | | 矢島悠子（テレビ朝日アナウンサー）                |                        |
| 159 | 04月17日 | 「第2回ちょうど5キロ太るねん」濱家チーム禁断の○○で大ピンチ!?           | 嶋佐和也（ニューヨーク）、ジャンボたかお（レインボー）、植野行雄（デニス）、和田まんじゅう（ネルソンズ） | 矢島悠子（テレビ朝日アナウンサー）                | [ 注 12 ]              |
| 160 | 04月24日 | 人気企画「若手をしめよう」さや香がコンビでラップバトル!!               | 紅しょうが、シシガシラ、さや香 | 矢島悠子（テレビ朝日アナウンサー）                |                        |
| SP  | 05月01日 | 高田純次らと箱根で運試しグルメ温泉旅 料理対決に梅沢富美男              | ＜即帰宅旅 in 箱根＞ 高田純次、竹内涼真、山本舞香、アンミカ、みなみかわ、鈴木新彩（テレビ朝日アナウンサー） ＜ガチリレークッキング＞ 梅沢富美男、水田信二、こがけん、藤本美貴、天野ひろゆき（キャイ〜ン）、影山優佳、佐野雄大（INI）、澤田州平、竹村竜二、後藤祐輔、山本淳、彦摩呂、服部幸應、笹木理恵、吉野千穂、Mai                                      | 矢島悠子（テレビ朝日アナウンサー）                | ゴールデン2時間SP      |
| 161 | 05月01日 | 失敗したら強制即帰宅 in 箱根! 帰宅組追跡スペシャル!                    | 高田純次、竹内涼真、山本舞香、アンミカ、みなみかわ、ぱーてぃーちゃん | 矢島悠子（テレビ朝日アナウンサー）                |                        |
| 162 | 05月08日 | リアル謎解き「山内のTシャツにコーヒーこぼれ事件」犯人は誰だ!?          | みなみかわ | 矢島悠子（テレビ朝日アナウンサー）                |                        |
| 163 | 05月15日 | 芸人VSディレクター「制作の意図を読み切れ 駆け引き王」                  | 稲田直樹（アインシュタイン）、山添寛（相席スタート） | 矢島悠子（テレビ朝日アナウンサー）                |                        |
| 164 | 05月22日 | 第3回「お疲れ飯」山内がまさかの告白できょん大ピンチ!                   | コットン | 矢島悠子（テレビ朝日アナウンサー）                |                        |
| 165 | 05月29日 | 濱家が歌った名曲「ロボット」のカラオケ映像を撮りたいねん!              | | 矢島悠子（テレビ朝日アナウンサー）                |                        |
| 166 | 06月05日 | 「俺のツレが一番足速いねん」野田のツレ3連覇なるか!?                    | 野田クリスタル（マヂカルラブリー）、植野行雄（デニス） | 中村純一 矢島悠子（テレビ朝日アナウンサー）       |                        |
| 167 | 06月12日 | JO1とガチンコ対決!!「達成したら即帰宅するねん!」                       | 川西拓実（JO1）、河野純喜（JO1）、白岩瑠姫（JO1）、鶴房汐恩（JO1） | 矢島悠子（テレビ朝日アナウンサー）                |                        |
| 168 | 06月19日 | 新企画「メイク委ね王」突然コウメ太夫のメイクにされたら…?               | 藤本敏史（FUJIWARA）、中野周平（蛙亭）、はる（エルフ）、槙尾ユウスケ（かもめんたる）、みなみかわ | 矢島悠子（テレビ朝日アナウンサー）                |                        |
| 169 | 06月26日 | 「ロケバスで笑かす奴がガチでおもろいねん」濱家ドSキャラ全開で勝負      | 芝大輔（モグライダー）、とにかく明るい安村、すがちゃん最高No.1（ぱーてぃーちゃん）、菅田愛貴（超ときめき宣伝部）、吉川ひより（超ときめき宣伝部）、横山玲奈（モーニング娘。'24）、石田亜佑美（モーニング娘。'24） | 矢島悠子（テレビ朝日アナウンサー）                |                        |
| 170 | 07月03日 | 「それがここやねん in 東京」九死に一生を得たみなみかわにまさかの出来事 | とにかく明るい安村、みなみかわ、山添寛（相席スタート） | 三谷紬（テレビ朝日アナウンサー）                  |                        |
| 171 | 07月10日 | 「クイズ! ネルソンズ青山」赤っ恥の大暴露に青山の反応は!?               | ネルソンズ、堀未央奈 | 矢島悠子（テレビ朝日アナウンサー）                |                        |
| 172 | 07月17日 | 頭脳とグルメのチームバトル「ちょうど6キロ太るねん」                    | 藤本敏史（FUJIWARA）、平子祐希（アルコ&ピース）、大鶴肥満（ママタルト）、大ちゃん（ちゃんぴおんず） | 矢島悠子（テレビ朝日アナウンサー）                |                        |
| 173 | 07月24日 | 「でな、話はここからやねん」ハライチ岩井が謎の老婆との恐怖体験告白     | 齊藤京子、岩井勇気（ハライチ）、好井まさお、田渕章裕（インディアンス）、岡野陽一 | 矢島悠子（テレビ朝日アナウンサー）                | 23:25 - 23:55より放送  |
| 174 | 07月31日 | 「達成したら即帰宅するねん in 国立競技場」                             | 津田篤宏（ダイアン）、みなみかわ、兎（ロングコートダディ）、新山（さや香） | 矢島悠子（テレビ朝日アナウンサー）                | 23:25 - 23:55より放送  |
| 175 | 08月07日 | 「結局これが一番うまいねん王」悪魔的うまさのパスタに一同悶絶!          | 飯尾和樹（ずん）、森田哲矢（さらば青春の光）、MOMONA（ME:I） | 矢島悠子（テレビ朝日アナウンサー）                | 23:55 - 翌0:25より放送 |
| 176 | 08月14日 | 「でな、話はここからやねん」齊藤京子も震える戦慄のトーク企画再び!      | 齊藤京子、岩井勇気（ハライチ）、好井まさお、田渕章裕（インディアンス）、岡野陽一 | 矢島悠子（テレビ朝日アナウンサー）                | 23:45 - 翌0:15より放送 |
| 177 | 08月21日 | 「みなみかわ、敬語に戻してほしいねん」                                 | みなみかわ、関町知弘（ライス） | 矢島悠子（テレビ朝日アナウンサー）                | 23:45 - 翌0:15より放送 |
| 178 | 08月28日 | 「達成したら即帰宅すんねん」なにわ男子西畑、藤原、大橋、高橋参戦!      | 藤原丈一郎（なにわ男子）、西畑大吾（なにわ男子）、大橋和也（なにわ男子）、高橋恭平（なにわ男子） | 矢島悠子（テレビ朝日アナウンサー）                |                        |
| 179 | 09月04日 | 新企画「居酒屋のこと俺が一番わかってんねん」名店の看板娘は誰?          | 山添寛（相席スタート）、薄幸（納言）、岡部大（ハナコ） | 三谷紬（テレビ朝日アナウンサー）                  |                        |
| 180 | 09月11日 | 「濱家、始球式リベンジ企画」3カ月に及ぶガチトレーニングに密着!!        | 館山昌平（元ヤクルトスワローズ）、飯尾和樹（ずん）、とにかく明るい安村、MOMONA（ME:I） | 三谷紬（テレビ朝日アナウンサー）                  |                        |
| 181 | 09月18日 | 大好評企画「でな、話はここからやねん」小籔憧れの女優が突然の悲鳴!!     | 小籔千豊、奥田修二（ガクテンソク）、植野行雄（デニス）、好井まさお、渋谷凪咲 | 矢島悠子（テレビ朝日アナウンサー）                |                        |
| 182 | 09月25日 | 「制作の意図を読み切れ! 駆け引き王」永野が疑心暗鬼の末大混乱!!         | 永野、水田信二、和田まんじゅう（ネルソンズ）、小森ほたる、本田竜輝 | 矢島悠子（テレビ朝日アナウンサー）                |                        |
| 183 | 10月02日 | 「でな、話はここからやねん」好井まさお、ホテルの冷蔵庫にまさかの…      | 小籔千豊、奥田修二（ガクテンソク）、植野行雄（デニス）、好井まさお、渋谷凪咲 | 矢島悠子（テレビ朝日アナウンサー）                |                        |
| 184 | 10月09日 | 「ちょうど5キロ太るねん」人気居酒屋チェーン店で絶品名物爆食!           | 田中卓志（アンガールズ）、口笛なるお（わらふぢなるお）、おいでやす小田 池田直人（レインボー） | 矢島悠子（テレビ朝日アナウンサー）                |                        |
| 185 | 10月16日 | 吉祥寺・三軒茶屋の名店登場!「居酒屋のこと一番俺がわかってんねん」      | 津田篤宏（ダイアン）、ヒコロヒー、岡野陽一 | 矢島悠子（テレビ朝日アナウンサー）                | 23:30 - 翌0:00より放送 |
| 186 | 10月23日 | 新企画「あいつでHIGH&LOW」津田ブチ切れで続行不可の事態!?               | 津田篤宏（ダイアン）、河合郁人、山添寛（相席スタート） | 矢島悠子（テレビ朝日アナウンサー） アレックス・TK | 23:30 - 翌0:00より放送 |
| 187 | 10月30日 | 「コンコンダッシュ選手権」地上波バラエティ初IS:SUE&ウルフ・アロン      | ウルフ・アロン、新山（さや香）、IS:SUE、みなみかわ | 矢島悠子（テレビ朝日アナウンサー）                |                        |
| 188 | 11月06日 | 「山内歌謡祭」濱家41回目の誕生日を盛大にお祝い!!                       | みなみかわ、好井まさお、アンミカ、植田紫帆（オダウエダ） 堂真理子（テレビ朝日アナウンサー） | 矢島悠子（テレビ朝日アナウンサー）                |                        |
| 189 | 11月13日 | 「居酒屋のこと俺が一番分かってんねん」北海道料理&絶品串焼き!!          | とにかく明るい安村、リリー（見取り図）、伊藤俊介（オズワルド） | 矢島悠子（テレビ朝日アナウンサー）                |                        |
| 190 | 11月20日 | 「旬の椎茸をみんなで食べたいねん」山内の横暴にみちょぱブチ切れ!        | 河井ゆずる（アインシュタイン）、池田美優 | 矢島悠子（テレビ朝日アナウンサー）                |                        |
| 191 | 11月27日 | 大人気企画「ちょうど5kg太るねん」焼肉&串揚げの食べ放題で爆食!          | 関太（タイムマシーン3号）、すがちゃん最高No.1（ぱーてぃーちゃん）、たける（東京ホテイソン）、太田博久（ジャングルポケット） | 矢島悠子（テレビ朝日アナウンサー）                |                        |
| 192 | 12月04日 | 「達成したら即帰宅すんねん」日向坂46SP                                 | 日向坂46（佐々木久美・佐々木美玲・森本茉莉・山下葉留花） | 矢島悠子（テレビ朝日アナウンサー）                |                        |
| 193 | 12月11日 | 大好評! 笑いから恐怖へ急展開!「でな、話はここからやねん」              | 佐々木久美（日向坂46）、野田クリスタル（マヂカルラブリー）、福田麻貴（3時のヒロイン）、すがちゃん最高No.1（ぱーてぃーちゃん）、大津広次（きつね） | 矢島悠子（テレビ朝日アナウンサー）                |                        |
| 194 | 12月18日 | 菅田将暉参戦! 笑いから恐怖へ急展開「でな、話はここからやねんSP」       | 好井まさお、カンニング竹山、若槻千夏、おばたのお兄さん、チャンス大城、みなみかわ ＜審査員＞ 菅田将暉、松村沙友理 | 矢島悠子（テレビ朝日アナウンサー）                | 1時間SP                |

##### 2025年
| 回  | 放送日   | 放送内容                                                             | ゲスト | ナレーション                                                          | 備考                   |
| --- | -------- | -------------------------------------------------------------------- | --- | --------------------------------------------------------------------- | ---------------------- |
| 195 | 01月15日 | 菅田将暉参戦1/4000最恐怪談「でな話はここからやねんSP」延長戦         | 菅田将暉、松村沙友理 好井まさお、カンニング竹山、若槻千夏、おばたのお兄さん、チャンス大城、みなみかわ                                                   | 矢島悠子（テレビ朝日アナウンサー）                                    |                        |
| 196 | 01月22日 | 「達成したら即帰宅すんねん」演技うまい芸人SP                         | とにかく明るい安村、金田哲（はんにゃ.）、好井まさお、池田直人（レインボー） 五頭岳夫                                                                    | 矢島悠子（テレビ朝日アナウンサー）                                    |                        |
| 197 | 01月29日 | 第六回コンコンダッシュ選手権 地面師VSコンコン師! 二人同時ドッキリ    | 水田信二、みなみかわ、アントニー（マテンロウ）、草間リチャード敬太（Aぇ! group）、小島健（Aぇ! group）                                                  | 三谷紬（テレビ朝日アナウンサー）                                      |                        |
| 198 | 02月05日 | なるおの息子に冬服を買ってあげたいねん!                              | 口笛なるお（わらふぢなるお）、とにかく明るい安村、みなみかわ、芝大輔（モグライダー）                                                                    | 矢島悠子（テレビ朝日アナウンサー）                                    |                        |
| 199 | 02月12日 | SUPER BEAVER渋谷龍太参戦!「居酒屋のこと俺が一番わかってんねん」      | 渋谷龍太（SUPER BEAVER）、藤本敏史（FUJIWARA）、みなみかわ                                                                                              | 矢島悠子（テレビ朝日アナウンサー）                                    |                        |
| 200 | 02月19日 | ダイアン津田ブチ切れ! 勝手にクイズ「第二回あいつでHigh&Low」         | 津田篤宏（ダイアン）、渋谷凪咲 | 矢島悠子（テレビ朝日アナウンサー） アレックス・TK                     |                        |
| 201 | 02月26日 | キンタロー。ジョイマン一瞬の輝き! 1シャッターで最高の1枚とるねん     | 水田信二、みなみかわ、加賀翔（かが屋）、ジョイマン、キンタロー。                                                                                        | 田中萌（テレビ朝日アナウンサー）                                      |                        |
| 202 | 03月05日 | 「でな、話はここからやねん」ハライチ岩井 配信に残された恐怖体験告白  | 岩井勇気（ハライチ）、太田博久（ジャングルポケット）、芝大輔（モグライダー）、中山功太、松村沙友理                                                      | 田中萌（テレビ朝日アナウンサー）                                      | 23:25 - 23:55より放送  |
| 203 | 03月12日 | 「ちょうど5kg太るねん」回転寿司&イタリア料理チェーン店で爆食!        | なかやまきんに君、高木晋哉（ジョイマン）、ニシダ（ラランド）、町田和樹（エバース）                                                                      | 矢島悠子（テレビ朝日アナウンサー）                                    | 23:25 - 23:55より放送  |
| 204 | 03月19日 | 裏の顔むき出し! キレ王決定戦! 温厚芸人がブチギレ!                    | 金村美玖（日向坂46）、熊元プロレス（紅しょうが）、ひょっこりはん、後藤拓実（四千頭身）                                                                  | 矢島悠子（テレビ朝日アナウンサー）                                    |                        |
| 205 | 03月26日 | マッチング王! 東京ホテイソン、ラパルフェの秘密を当てろ!              | 若槻千夏、好井まさお、ラパルフェ、東京ホテイソン | 矢島悠子（テレビ朝日アナウンサー）                                    |                        |
| 206 | 04月02日 | 嫌なこと言う王! AKB48小栗有以ドン引き! 最低発言で企画強制終了!?      | サーヤ（ラランド）、みなみかわ、山添寛（相席スタート）、水田信二、小栗有以（AKB48）、ジュンヤ                                                           | 矢島悠子（テレビ朝日アナウンサー）                                    |                        |
| 207 | 04月09日 | エース新山M-1GP2位芸人集結! おいでやす小田を1位にしたい大作戦!       | おいでやす小田、水田信二、新山（さや香）、エース（バッテリィズ）                                                                                        | 矢島悠子（テレビ朝日アナウンサー）                                    | 23:21 - 23:51より放送  |
| 208 | 04月16日 | ダイアン ユースケ「ここからは聞いた話なんやけど…」禁断の噂話         | ユースケ（ダイアン）、みなみかわ、奥田修二（ガクテンソク）、岡野陽一、山添寛（相席スタート）                                                            | 矢島悠子（テレビ朝日アナウンサー）                                    |                        |
| 209 | 04月23日 | 加藤史帆&佐々木久美 日向坂46卒業記念! 爆買いSP!                      | 加藤史帆、佐々木久美 | 矢島悠子（テレビ朝日アナウンサー）                                    |                        |
| 210 | 04月30日 | 「でな、話はここからやねん」佐藤大樹が戦慄! 好井まさお震える人コワ!  | 佐藤大樹（EXILE/FANTASTICS）、中岡創一（ロッチ）、好井まさお、ガク（真空ジェシカ）、バイク川崎バイク、本田あやの（本田兄妹）、ディープフライデー        | 矢島悠子（テレビ朝日アナウンサー）                                    |                        |
| 211 | 05月07日 | 「でな、話はここからやねん」後半戦! BKB事故トンネルで実体験告白      | 佐藤大樹（EXILE/FANTASTICS）、中岡創一（ロッチ）、好井まさお、ガク（真空ジェシカ）、バイク川崎バイク、本田あやの（本田兄妹）、ディープフライデー        | 矢島悠子（テレビ朝日アナウンサー）                                    |                        |
| 212 | 05月14日 | 「旬の鯛を最高の状態で食べてほしいねん」渋谷凪咲爆釣! 絶品鯛のお造り | 渋谷凪咲、新山（さや香）、河井ゆずる（アインシュタイン）、水田信二                                                                                      | 矢島悠子（テレビ朝日アナウンサー）                                    |                        |
| 213 | 05月21日 | 山内、大絶叫大転倒! 濱家考案! 山内に予算10万円でドッキリ連発SP!      | ― | 矢島悠子（テレビ朝日アナウンサー）                                    |                        |
| 214 | 05月28日 | 大人気居酒屋チェーン店で地鶏&から鍋爆食!「ちょうど5kg太るねん」      | 吉村崇（平成ノブシコブシ）、芝大輔（モグライダー）、アタック西本（ジェラードン）、はる（エルフ）                                                        | 矢島悠子（テレビ朝日アナウンサー）                                    |                        |
| 215 | 06月04日 | 本田望結ほろ酔い赤裸々トーク「居酒屋のこと俺が一番わかってんねん」   | 本田望結、岩井勇気（ハライチ）、きょん（コットン） | 矢島悠子（テレビ朝日アナウンサー）                                    |                        |
| 216 | 06月11日 | イタい恋文を勝手に名曲に! あの頃のラブレター歌謡祭! 畑芽育赤面!      | 畑芽育、新山（さや香）、荒川（エルフ） 高嶺のなでしこ、Mr.シャチホコ、ダブルネーム 田中萌（テレビ朝日アナウンサー）                                     | 矢島悠子（テレビ朝日アナウンサー） 布施宏倖（テレビ朝日アナウンサー） |                        |
| SP  | 06月15日 | timelesz&竹内涼真登場! 人気の焼肉・寿司・焼き鳥を爆食!!              | 篠塚大輝（timelesz）、橋本将生（timelesz）、竹内涼真、水田信二、みなみかわ、関太（タイムマシーン3号）、きょん（コットン）、口笛なるお（わらふぢなるお） | 矢島悠子（テレビ朝日アナウンサー）                                    | 1時間SP                |
| 217 | 06月22日 | timelesz篠塚&橋本、竹内涼真登場!!「ちょうど5kg太るねん未公開SP」     | 篠塚大輝（timelesz）、橋本将生（timelesz）、竹内涼真、水田信二、みなみかわ、関太（タイムマシーン3号）、きょん（コットン）、口笛なるお（わらふぢなるお） | 矢島悠子（テレビ朝日アナウンサー）                                    |                        |
| 218 | 06月29日 | 吉沢亮&眞栄田郷敦が緊急参戦「達成したら即帰宅するねん!」             | 吉沢亮、眞栄田郷敦、水田信二、たける（東京ホテイソン）                                                                                                  | 矢島悠子（テレビ朝日アナウンサー）                                    |                        |
| 219 | 07月09日 | 「でな、話はここからやねん」ウシジマくん作者が怖い人の集いに潜入!    | 守屋麗奈（櫻坂46）、真鍋昌平、好井まさお、熊元プロレス（紅しょうが）、植野行雄（デニス）                                                                | 矢島悠子（テレビ朝日アナウンサー）                                    | 23:25 - 23:55より放送  |
| 220 | 07月16日 | ギリ笑えるイヤなワードで盛り上げろ!! =LOVE佐々木がたじたじ…          | みなみかわ、ユースケ（ダイアン）、サーヤ（ラランド）、阪本（マユリカ） 佐々木舞香（=LOVE）、まるみキッチン                                              | 矢島悠子（テレビ朝日アナウンサー）                                    |                        |
| 221 | 07月23日 | Snow Man渡辺翔太が「かわいい!」と絶賛!!「イイ女になりたいねん」      | 渡辺翔太（Snow Man）、河井ゆずる（アインシュタイン）、新山（さや香）、アタック西本（ジェラードン）、ガク（真空ジェシカ）                                | 矢島悠子（テレビ朝日アナウンサー）                                    |                        |
| 222 | 08月06日 | バカリズムが語るタイムリーパーとは?「ここからは聞いた話やねん」      | バカリズム、金ちゃん（鬼越トマホーク）、たける（東京ホテイソン）、池田直人（レインボー）                                                                | 矢島悠子（テレビ朝日アナウンサー）                                    | 23:45 - 翌0:15より放送 |
| 223 | 08月13日 | 億超えの超高級物件でクイズ!!新企画「都内の物件王」                   | 野田クリスタル（マヂカルラブリー）、りんたろー。（EXIT）、ザブングル加藤                                                                                | 矢島悠子（テレビ朝日アナウンサー）                                    | 23:45 - 翌0:15より放送 |

### インターネット配信

#### TELASA限定配信
KDDIとテレビ朝日が手掛ける定額制動画配信サービス「TELASA」限定番組として「もっとかまいガチ」が配信されていた。
| 配信日   | 放送内容                                                        | ゲスト                                   |
| -------- | --------------------------------------------------------------- | ---------------------------------------- |
| 10月27日 | ディープすぎるお悩み相談室                                      | 清水あいり、瀬下豊（天竺鼠）             |
| 12月21日 | ディープすぎるお悩み相談室 ガチでファッションモデルに挑戦しよう | マヂカルラブリー、佐々木久美（日向坂46） |

| 配信日   | 放送内容                                               | ゲスト                                                         |
| -------- | ------------------------------------------------------ | -------------------------------------------------------------- |
| 04月22日 | かまいガチ公式アシスタントを探そう!                    | 星名美怜・柏木ひなた（私立恵比寿中学）、加藤ナナ               |
| 05月21日 | ガチ名言で解決! お悩み相談室                           | ザブングル加藤、3時のヒロイン、川上千尋（NMB48）               |
| 08月13日 | 弘中綾香アナウンサーに本気アプローチ!? ガチ名言で解決! | 弘中綾香（テレビ朝日アナウンサー）、コロコロチキチキペッパーズ |

#### ABEMA限定配信
2022年5月20日 - 6月2日の間に行われた、ABEMAとテレビ朝日の特別企画「テレ朝×ABEMAつなぐ2WEEKS!」内の特別企画として、特別企画版を放映。
| 配信日   | 放送内容                                          | ゲスト |
| -------- | ------------------------------------------------- | --- |
| 06月01日 | 競馬で的中しちゃった&セクシー女優の誘惑に喜ぶなSP | うんぱい、石原希望、小倉由菜、唯井まひろ、酒井貴士（ザ・マミィ）、岡野陽一、長谷川忍（シソンヌ）、田崎佑一（藤崎マーケット）林健（ギャロップ）、みなみかわ、巳碧 |

## コラボレーション
2020年12月21日配信回「もっとかまいガチ」において、衣装提供を行うアパレルブランド・CIAOPANIC（チャオパニック）を訪問し、同ブランドの公式サイトのトップページを掲載される写真の被写体を依頼され、撮影を行った。撮影された写真は3か月限定でサイトで公開された。2021年3月15日放送回の収録において新衣装のお披露目で行われた。公式サイトのメインを飾る新衣装を着たかまいたちの写真撮影が行われた。加えて、番組24時台昇格記念として同年3月16日から3月21日の5日間限定でCIAOPANIC baseyard tokyo 原宿店にて『かまいガチ展』を開催。
2020年12月14日放送回において、「闇金ウシジマくん外伝 肉蝮伝説」の作者・速戸ゆうと担当編集者が「お悩み相談室」のコーナーに出演し、「悪役のネタが尽きた」と相談。かまいたちと話した悪役のネタをもとに、速戸が特別篇の読み切りを執筆することとなり、漫画は番組の他、Webマンガサイト・やわらかスピリッツで公開された。また「週刊ビッグコミックスピリッツ」8号（小学館）にも出張掲載された。

## ネット局と放送時間
※2022年4月現在。

### パイロット版第1回
| 放送対象地域   | 放送局             | 系列           | 放送日時                                     | 備考   |
| -------------- | ------------------ | -------------- | -------------------------------------------- | ------ |
| 関東広域圏     | テレビ朝日         | テレビ朝日系列 | 2020年6月21日（日） 0:35 - 1:00（20日深夜）  | 制作局 |
| 新潟県         | 新潟テレビ21       | テレビ朝日系列 | 2020年8月4日（火） 0:50 - 1:20（3日深夜）    |        |
| 青森県         | 青森朝日放送       | テレビ朝日系列 | 2020年8月5日（水） 0:45 - 1:10（4日深夜）    |        |
| 秋田県         | 秋田朝日放送       | テレビ朝日系列 | 2020年8月9日（日） 0:10 - 0:35（8日深夜）    |        |
| 山形県         | 山形テレビ         | テレビ朝日系列 | 2020年8月19日（水） 0:45 - 1:10（18日深夜）  |        |
| 島根県・鳥取県 | さんいん中央テレビ | フジテレビ系列 | 2020年9月24日（木） 0:25 - 0:50（23日深夜）  |        |
| 宮城県         | 東日本放送         | テレビ朝日系列 | 2020年10月4日（日） 0:05 - 0:30（3日深夜）   |        |
| 近畿広域圏     | 朝日放送テレビ     | テレビ朝日系列 | 2020年10月4日（日） 23:55 - 翌0:25           |        |
| 愛媛県         | 愛媛朝日テレビ     | テレビ朝日系列 | 2020年10月11日（日） 23:55 - 翌0:20          |        |
| 大分県         | 大分朝日放送       | テレビ朝日系列 | 2020年10月15日（木） 1:20 - 1:50（14日深夜） |        |
| 広島県         | 広島ホームテレビ   | テレビ朝日系列 | 2020年10月17日（土） 14:00 - 14:30           |        |

### パイロット版第2回
| 放送対象地域   | 放送局             | 系列           | 放送日時                                       | 備考   |
| -------------- | ------------------ | -------------- | ---------------------------------------------- | ------ |
| 関東広域圏     | テレビ朝日         | テレビ朝日系列 | 2020年7月5日（日） 0:35 - 1:00（4日深夜）      | 制作局 |
| 青森県         | 青森朝日放送       | テレビ朝日系列 | 2020年8月7日（金） 0:45 - 1:10（6日深夜）      |        |
| 新潟県         | 新潟テレビ21       | テレビ朝日系列 | 2020年8月11日（火） 0:50 - 1:20（10日深夜）    |        |
| 山形県         | 山形テレビ         | テレビ朝日系列 | 2020年8月26日（水） 0:45 - 1:10（25日深夜）    |        |
| 島根県・鳥取県 | さんいん中央テレビ | フジテレビ系列 | 2020年10月1日（木） 0:25 - 0:50（9月30日深夜） |        |
| 大分県         | 大分朝日放送       | テレビ朝日系列 | 2020年10月16日（金） 1:20 - 1:50（15日深夜）   |        |
| 愛媛県         | 愛媛朝日テレビ     | テレビ朝日系列 | 2020年10月18日（日） 23:55 - 翌0:20            |        |
| 近畿広域圏     | 朝日放送テレビ     | テレビ朝日系列 | 2020年10月18日（日） 23:55 - 翌0:25            |        |

### レギュラー版火曜（月曜深夜）時代
| 放送対象地域 | 放送局       | 系列           | 放送日時                     | 放送開始                   | 備考      |
| ------------ | ------------ | -------------- | ---------------------------- | -------------------------- | --------- |
| 関東広域圏   | テレビ朝日   | テレビ朝日系列 | 火曜 2:16 - 2:36（月曜深夜） | 2020年10月6日（5日深夜）   | 制作局    |
| 青森県       | 青森朝日放送 | テレビ朝日系列 | 水曜 0:45 - 1:05（火曜深夜） | 2020年10月14日（13日深夜） |           |
| 福岡県       | 九州朝日放送 | テレビ朝日系列 | 金曜 0:50 - 1:10（木曜深夜） | 2020年10月16日（15日深夜） |           |
| 大分県       | 大分朝日放送 | テレビ朝日系列 | 日曜 1:10 - 1:30（土曜深夜） | 2020年10月18日（17日深夜） |           |
| 中京広域圏   | メ〜テレ     | テレビ朝日系列 | 火曜 0:53 - 1:14（月曜深夜） | 2021年1月12日（11日深夜）  | [ 注 17 ] |

### レギュラー版金曜（木曜深夜）時代
| 放送対象地域 | 放送局                   | 系列           | 放送日時                     | 放送開始日                   | ネット状況 | 備考                |
| ------------ | ------------------------ | -------------- | ---------------------------- | ---------------------------- | ---------- | ------------------- |
| 関東広域圏   | テレビ朝日（EX）         | テレビ朝日系列 | 金曜 0:15 - 0:45（木曜深夜） | 2021年4月2日（4月1日深夜）   | 【制作局】 | 【制作局】          |
| 青森県       | 青森朝日放送（ABA）      | テレビ朝日系列 | 金曜 0:15 - 0:45（木曜深夜） | 2021年4月2日（4月1日深夜）   | 同時ネット |                     |
| 秋田県       | 秋田朝日放送（AAB）      | テレビ朝日系列 | 金曜 0:15 - 0:45（木曜深夜） | 2021年4月2日（4月1日深夜）   | 同時ネット |                     |
| 山形県       | 山形テレビ（YTS）        | テレビ朝日系列 | 金曜 0:15 - 0:45（木曜深夜） | 2021年4月2日（4月1日深夜）   | 同時ネット |                     |
| 福島県       | 福島放送（KFB）          | テレビ朝日系列 | 金曜 0:15 - 0:45（木曜深夜） | 2021年4月2日（4月1日深夜）   | 同時ネット |                     |
| 新潟県       | 新潟テレビ21（UX）       | テレビ朝日系列 | 金曜 0:15 - 0:45（木曜深夜） | 2021年4月2日（4月1日深夜）   | 同時ネット |                     |
| 長野県       | 長野朝日放送（abn）      | テレビ朝日系列 | 金曜 0:15 - 0:45（木曜深夜） | 2021年4月2日（4月1日深夜）   | 同時ネット |                     |
| 山口県       | 山口朝日放送（yab）      | テレビ朝日系列 | 金曜 0:15 - 0:45（木曜深夜） | 2021年4月2日（4月1日深夜）   | 同時ネット | [ 注 18 ] [ 注 19 ] |
| 沖縄県       | 琉球朝日放送（QAB）      | テレビ朝日系列 | 金曜 0:15 - 0:45（木曜深夜） | 2021年4月2日（4月1日深夜）   | 同時ネット |                     |
| 岩手県       | 岩手朝日テレビ（IAT）    | テレビ朝日系列 | 金曜 0:15 - 0:45（木曜深夜） | 2021年4月3日                 | 同時ネット | [ 注 20 ]           |
| 近畿広域圏   | 朝日放送テレビ（ABC TV） | テレビ朝日系列 | 水曜 1:38 - 2:14（火曜深夜） | 2021年4月3日                 | 遅れネット | [ 注 21 ]           |
| 福岡県       | 九州朝日放送（KBC）      | テレビ朝日系列 | 金曜 0:50 - 1:20（木曜深夜） | 2021年4月2日（4月1日深夜）   | 遅れネット |                     |
| 熊本県       | 熊本朝日放送（KAB）      | テレビ朝日系列 | 木曜 0:50 - 1:20（金曜深夜） | 2021年4月8日（4月9日深夜）   | 遅れネット |                     |
| 北海道       | 北海道テレビ（HTB）      | テレビ朝日系列 | 金曜 0:50 - 1:20（木曜深夜） | 2021年4月11日（4月10日深夜） | 遅れネット | [ 注 22 ]           |
| 石川県       | 北陸朝日放送（HAB）      | テレビ朝日系列 | 日曜 23:55 - 翌0:20          | 2021年4月18日                | 遅れネット |                     |
| 中京広域圏   | メ～テレ（NBN）          | テレビ朝日系列 | 木曜 0:15 - 0:48（水曜深夜） | 2021年4月21日（20日深夜）    | 遅れネット | [ 注 23 ]           |
| 宮城県       | 東日本放送（khb）        | テレビ朝日系列 | 金曜 0:20 - 0:50（木曜深夜） | 2021年4月23日（4月22日深夜） | 遅れネット |                     |
| 広島県       | 広島ホームテレビ（HOME） | テレビ朝日系列 | 水曜 0:20 - 0:50（火曜深夜） | 2021年5月5日（5月4日深夜）   | 遅れネット |                     |
| 静岡県       | 静岡朝日テレビ（SATV）   | テレビ朝日系列 | 水曜 0:15 - 0:45（火曜深夜） | 2021年6月30日（6月29日深夜） | 遅れネット |                     |

### レギュラー版（水曜スーパーバラバラ大作戦）時代
| 放送対象地域   | 放送局                   | 系列           | 放送日時                     | ネット状況    |
| -------------- | ------------------------ | -------------- | ---------------------------- | ------------- |
| 関東広域圏     | テレビ朝日（EX）         | テレビ朝日系列 | 水曜 23:15 - 23:45           | 制作局        |
| 北海道         | 北海道テレビ（HTB）      | テレビ朝日系列 | 水曜 23:15 - 23:45           | 同時ネット    |
| 青森県         | 青森朝日放送（ABA）      | テレビ朝日系列 | 水曜 23:15 - 23:45           | 同時ネット    |
| 岩手県         | 岩手朝日テレビ（IAT）    | テレビ朝日系列 | 水曜 23:15 - 23:45           | 同時ネット    |
| 宮城県         | 東日本放送（khb）        | テレビ朝日系列 | 水曜 23:15 - 23:45           | 同時ネット    |
| 秋田県         | 秋田朝日放送（AAB）      | テレビ朝日系列 | 水曜 23:15 - 23:45           | 同時ネット    |
| 山形県         | 山形テレビ（YTS）        | テレビ朝日系列 | 水曜 23:15 - 23:45           | 同時ネット    |
| 福島県         | 福島放送（KFB）          | テレビ朝日系列 | 水曜 23:15 - 23:45           | 同時ネット    |
| 長野県         | 長野朝日放送（abn）      | テレビ朝日系列 | 水曜 23:15 - 23:45           | 同時ネット    |
| 新潟県         | 新潟テレビ21（UX）       | テレビ朝日系列 | 水曜 23:15 - 23:45           | 同時ネット    |
| 静岡県         | 静岡朝日テレビ（SATV）   | テレビ朝日系列 | 水曜 23:15 - 23:45           | 同時ネット    |
| 石川県         | 北陸朝日放送（HAB）      | テレビ朝日系列 | 水曜 23:15 - 23:45           | 同時ネット    |
| 中京広域圏     | メ～テレ（NBN）          | テレビ朝日系列 | 水曜 23:15 - 23:45           | 同時ネット    |
| 広島県         | 広島ホームテレビ（HOME） | テレビ朝日系列 | 水曜 23:15 - 23:45           | 同時ネット    |
| 山口県         | 山口朝日放送（yab）      | テレビ朝日系列 | 水曜 23:15 - 23:45           | 同時ネット    |
| 香川県・岡山県 | 瀬戸内海放送（KSB）      | テレビ朝日系列 | 水曜 23:15 - 23:45           | 同時ネット    |
| 愛媛県         | 愛媛朝日テレビ（eat）    | テレビ朝日系列 | 水曜 23:15 - 23:45           | 同時ネット    |
| 福岡県         | 九州朝日放送（KBC）      | テレビ朝日系列 | 水曜 23:15 - 23:45           | 同時ネット    |
| 長崎県         | 長崎文化放送（ncc）      | テレビ朝日系列 | 水曜 23:15 - 23:45           | 同時ネット    |
| 熊本県         | 熊本朝日放送（KAB）      | テレビ朝日系列 | 水曜 23:15 - 23:45           | 同時ネット    |
| 大分県         | 大分朝日放送（OAB）      | テレビ朝日系列 | 水曜 23:15 - 23:45           | 同時ネット    |
| 鹿児島県       | 鹿児島放送（KKB）        | テレビ朝日系列 | 水曜 23:15 - 23:45           | 同時ネット    |
| 沖縄県         | 琉球朝日放送（QAB）      | テレビ朝日系列 | 水曜 23:15 - 23:45           | 同時ネット    |
| 近畿広域圏     | 朝日放送テレビ（ABC TV） | テレビ朝日系列 | 木曜 0:30 - 1:02（水曜深夜） | 1時間15分遅れ |
| 高知県         | テレビ高知（KUTV）       | TBS系列        | 火曜 1:00 - 1:30（月曜深夜） | 遅れネット    |
| 宮崎県         | 宮崎放送（mrt）          | TBS系列        | 水曜 0:56 - 1:26（火曜深夜） | 遅れネット    |

### 過去のネット局
- 富山テレビ（BBT・フジテレビ系列） - 土曜 1:25 - 1:55（金曜深夜）に放送されていたが、2023年3月打ち切り。

## スタッフ

### レギュラー版
- ナレーション：月替わり[注 26]
- 構成：樅野太紀、安齋友朗
- カメラ：遠山眞史
- 音声：宮川康一
- 照明：高須ちあき、吉原由樹、三澤孝至、池谷祐介、山本美奈子、岩永智宏、鈴木勇人、鈴木峻彦【週替り】
- 美術：清水基恵（以前は美術進行）
- デザイン：小池芳人、崎村陽【週替り】
- 美術進行：鈴木悠里
- メイク：藤井陽子
- スタイリスト：嶋岡隆
- 音効：山本達也（ZACK）
- CG：山崎信
- 編集：高橋昌宏
- MA：斉藤亮
- 編成：宇喜多宏美・馬渕真太朗（テレビ朝日）
- 宣伝：森千明（テレビ朝日）
- デスク：浅倉きよみ
- 協力：Zeta、東京オフラインセンター
- 制作協力：UNITED PRODUCTIONS
- 制作スタッフ：住友日和理、佐藤海斗、小野田大道、上口真白、正木慎也、長岡大嗣
- アシスタントプロデューサー：中根明香（中根→以前は制作スタッフ）、河田奈緒美
- ディレクター：内山真吾、渡辺直哉、山本健矢、岩田充弘、鼻野和奏（鼻野→以前は制作スタッフ）
- プロデューサー・チーフディレクター：近藤正紀（テレビ朝日、以前は演出・ハイパーデザイナー）[2]
- プロデューサー：米山聡、熊谷和也、髙木大輔（UNITED PRODUCTIONS）、古川志郎（古川→以前はアシスタントプロデューサー）
- ゼネラルプロデューサー：小田隆一郎（テレビ朝日）
- 制作：テレビ朝日ビジネスソリューション本部 コンテンツ編成局第1制作部
- 制作著作：テレビ朝日

#### 過去のスタッフ
- ナレーション：SM嬢りょう、住田紗里（テレビ朝日アナウンサー）
- 美術：遠藤ゆか
- 編成：新谷拓也・泉良樹・安部旭紘（テレビ朝日）
- デザイン：森永牧子
- 美術進行：金補旻
- ディレクター：丸山耕弥、藤森達也
- 制作スタッフ：牛田実里、亦木博文、石嶌紅葉、眞田 樹、中田真弥、古川未来、阿川雄大、松原臣樹、岡村挙人、石井明日人、山田暖菜、中根蒼葉
- プロデューサー︰山西雄大、河野朋恵（河野→以前はAP）

### 単発特番
- ナレーション：斎藤康貴（テレビ朝日アナウンサー、単発第1回）、山内の嫁（単発第2回）、寺川俊平（テレビ朝日アナウンサー、単発第2回）
- 構成：樅野太紀、安齋友朗
- カメラ：遠山眞史、江沢崇、大淵将大
- 音声：波並裕太、堀田博之
- 照明：高須ちあき
- デザイン：森永牧子
- 美術進行：三木晴加
- 大道具：森田亮
- メイク：川口カツラ店
- 音効：山本達也（ZACK）
- CG：山崎信
- 編集：山野井太郎（単発第1回）、高橋昌宏（単発第2回）
- MA：山崎美菜（単発第1回）、小林竜輔（単発第2回）
- 編成：小谷知輝・佐野主紘（テレビ朝日）
- 宣伝：西田沙希（テレビ朝日）
- 協力：東京オフラインセンター（単発第2回）
- 制作協力：UNITED PRODUCTIONS
- 取材協力：アンモラル（単発第1回）
- 制作スタッフ：河島圭汰、出口拓磨、廣岡大輝、亦木博文
- AP：河野朋恵
- ディレクター：内山真吾、渡辺直哉
- 演出：近藤正紀（テレビ朝日）
- プロデューサー：山内智未（テレビ朝日）、上野洋輔、髙木大輔（UNITED PRODUCTIONS）
- ゼネラルプロデューサー：荒井祥之（テレビ朝日）
- 制作著作：テレビ朝日